# Roswell P. Flower
Roswell Pettibone Flower (7. august 1835 i Theresa, New York – 12. maj 1899 i Eastport, New York) var en amerikansk demokratisk politiker.
Flower var medlem af Repræsentanternes hus 1881-1883 og 1889-1891. Derefter var han guvernør i New York 1892-1894.
Hans grav findes på Brookside Cemetery i Watertown, New York.